# Jean Bernard Diatta
Pour les articles homonymes, voir Diatta.
Jean Bernard Diadié Diatta est un sportif sénégalais, spécialiste de la lutte libre, né le 10 octobre 1988. Il a notamment remporté trois titres de champion d'Afrique entre 2013 et 2015.

## Palmarès
| Année | Compétition             | Lieu          | Résultat | Catégorie |
| ----- | ----------------------- | ------------- | -------- | --------- |
| 2012  | Championnats d'Afrique  | Marrakech     | 2e       | - 60 kg   |
| 2013  | Championnats d'Afrique  | N'Djaména     | 1er      | - 60 kg   |
| 2013  | Jeux de la Francophonie | Nice          | 3e       | - 60 kg   |
| 2013  | Championnats du monde   | Budapest      | 33e      | - 60 kg   |
| 2014  | Championnats d'Afrique  | Tunis         | 1er      | - 61 kg   |
| 2014  | Championnats du monde   | Tachkent      | 24e      | - 61 kg   |
| 2015  | Championnats d'Afrique  | Alexandrie    | 1er      | - 65 kg   |
| 2016  | Championnats d'Afrique  | Alexandrie    | 7e       | - 65 kg   |
| 2017  | Championnats d'Afrique  | Marrakech     | 2e       | - 65 kg   |
| 2017  | Jeux de la Francophonie | Abidjan       | 3e       | - 70 kg   |
| 2018  | Championnats d'Afrique  | Port Harcourt | 3e       | - 70 kg   |
| 2019  | Jeux africains          | Rabat         | 3e       | - 74 kg   |